# Avatchinski
Avatchinski (também conhecido como Avatcha ou Avatchinskaia Sopka) (em russo:  Авачинская сопка, Авача) é um estratovulcão ativo localizado na península de Kamtchatka no extremo leste da Rússia. É visível da capital do krai de Kamtchatka, Petropavlovsk-Kamtchatski. Junto com o vulcão vizinho Koriakski, foi designado como um dos Vulcões da Década, vulcões identificados pela Associação Internacional de Vulcanologia e Química do Interior da Terra (IAVCEI, na sigla em inglês) como merecedores de estudos particulares frente a sua história de grandes e destruidoras erupções e proximidade a áreas habitadas.
Sua última erupção ocorreu em 2001. Esta erupção foi pequena comparada com sua erupção de 1945, de grau 4 no índice de explosividade vulcânica. O Avatchinski tem 2 741 metros de altitude.

## História geológica
O vulcão Avatchinski pertence ao círculo de fogo do Pacífico, no ponto que a placa do Pacífico está a deslizar por baixo da placa eurasiática num ritmo de 80 mm por ano. A faixa de manto residindo na zona de subducção entre as duas placas é a fonte do intenso vulcanismo na península de Kamtchatka.
O vulcão é um dos mais ativos da península, e começou sua atividade vulcânica na segunda metade do Pleistoceno. Apresenta uma caldeira vulcânica no formato duma ferradura, a qual se formou 30-40 000 anos atrás num grande deslizamento de terra que cobriu uma área de 500 km² ao sul do vulcão, cobrindo a cidade de Petropavlovsk-Kamtchatski. A reconstrução do cone dentro da caldeira ocorreu em duas grande fases, há 18 000 e há 7 000 anos.

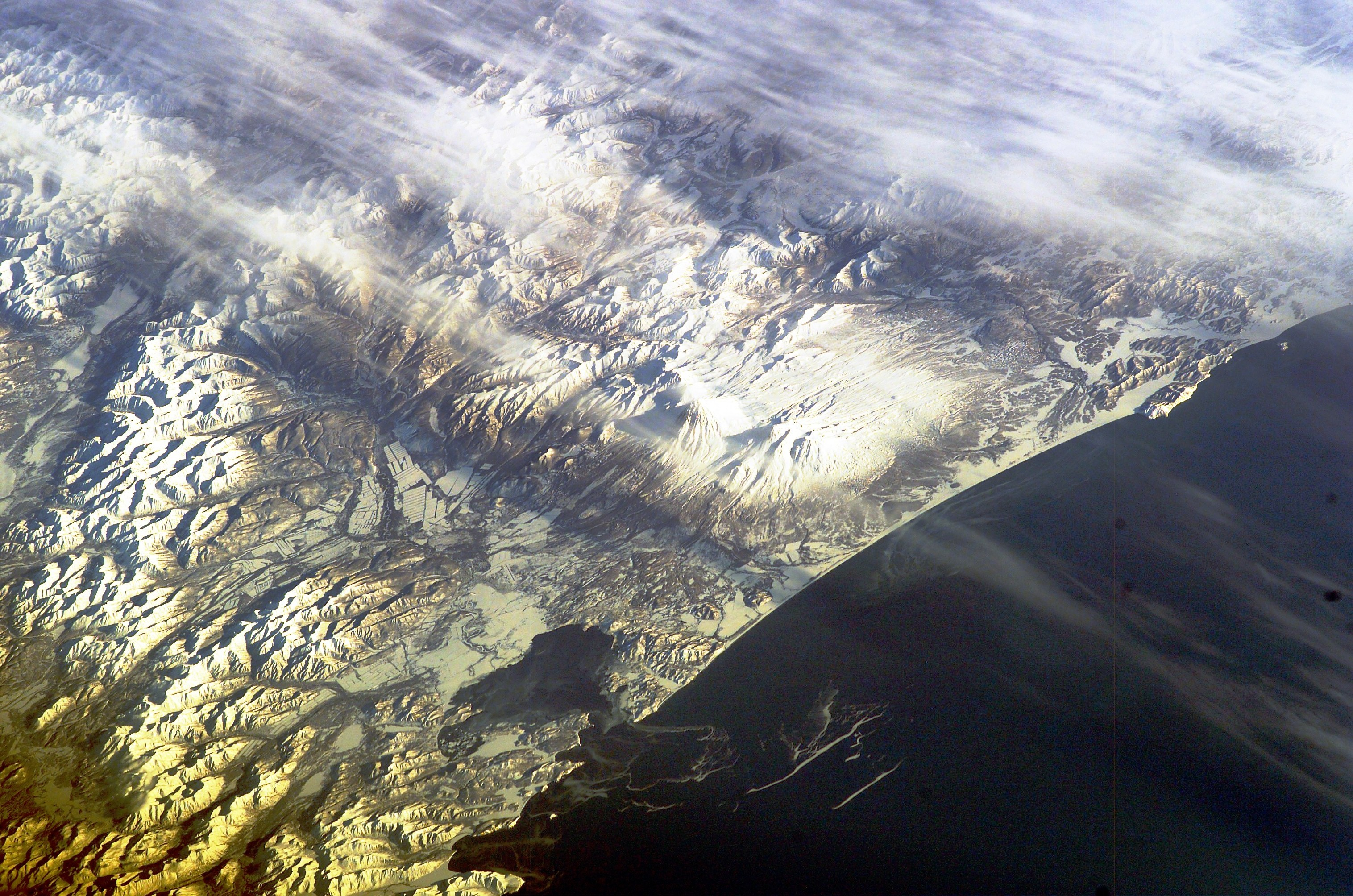
Avatchinski visto do espaço.
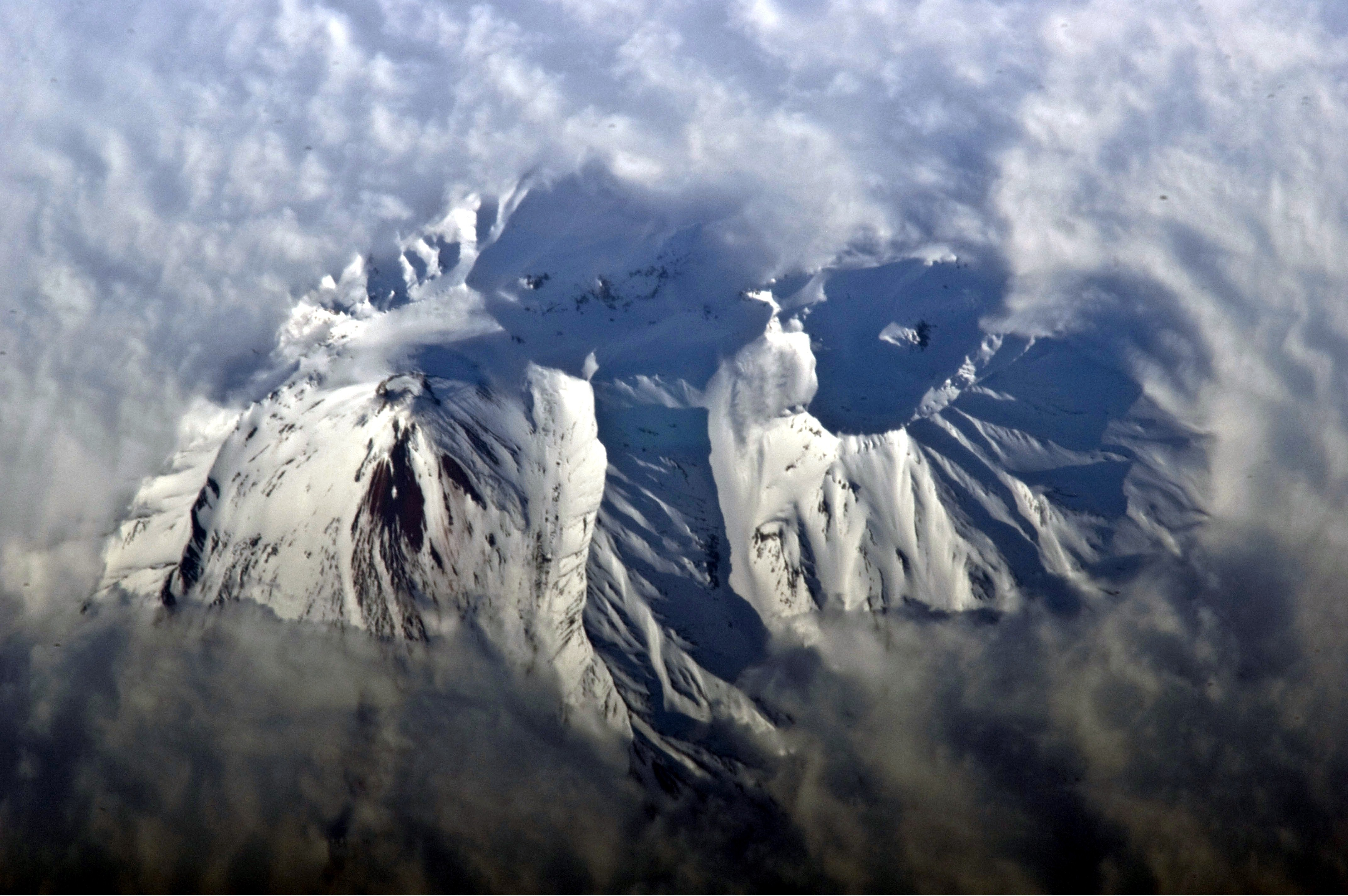
Fotografia de um astronauta destacando a cratera do cume e os declives cobertos de neve do Avatchinski.

## Atividade recente
O vulcão Avatchinski irrompeu pelo menos dezesseis vezes na sua história registrada. Erupções foram geralmente explosivas, fluxo piroclástico e lahar tenderam a se dirigir para o sudoeste através da abertura da caldeira. A mais recente grande erupção (IEV=4) ocorreu em 1945, quando por volta de 0,25 km³ de magma foi liberado. O vulcão desde então teve pequenas erupções em 1991 e 2001.
O vulcão continua a gerar frequentes sismos, e muitas fumarolas existem próximas ao cume. A temperatura dos gases emitidos nestas fumarolas foram medidas em mais de 400 °C.  Devido à sua proximidade a Petropavlovsk-Kamtchatski, Avatchinski foi designado um Vulcão da Década em 1996 como parte da Década Internacional para a Redução de Desastres Naturais, apoiada pelas Nações Unidas, conjuntamente com o vulcão vizinho Koriakski.